# 43e méridien ouest
En géographie, le 43e méridien ouest est le méridien joignant les points de la surface de la Terre dont la longitude est égale à 43° ouest.

## Géographie

### Dimensions
Comme tous les autres méridiens, la longueur du 43e méridien correspond à une demi-circonférence terrestre, soit 20 003,932 km. Au niveau de l'équateur, il est distant du méridien de Greenwich de 4 787 km,.
Avec le 137e méridien est, il forme un grand cercle passant par les pôles géographiques terrestres.

### Régions traversées
En commençant par le pôle Nord et descendant vers le sud au pôle Sud, Le 43e méridien ouest passe par:
| Coordonnées          | Pays, territoire ou mer | Notes |
| -------------------- | ----------------------- | --- |
| 90° 00′ N, 43° 00′ O | Océan Arctique          | |
| 83° 41′ N, 43° 00′ O | Mer de Lincoln          | |
| 83° 17′ N, 43° 00′ O | Groenland               | Terre de Nansen Fjord J.P. Koch (en) — 82° 51′ N, 43° 00′ O Terre de Freuchen — 82° 30′ N, 43° 00′ O Patursok — 60° 47′ N, 43° 00′ O |
| 60° 32′ N, 43° 00′ O | Océan Atlantique        | |
| 2° 28′ S, 43° 00′ O  | Brésil                  | Maranhão Piauí — 5° 31′ S, 43° 00′ O Maranhão — 6° 07′ S, 43° 00′ O Piauí — 6° 45′ S, 43° 00′ O Bahia — 9° 25′ S, 43° 00′ O Minas Gerais — 14° 41′ S, 43° 00′ O État de Rio de Janeiro — 22° 02′ S, 43° 00′ O, passe juste à l'est de la ville de Rio de Janeiro (à 22° 54′ S, 43° 11′ O) |
| 22° 58′ S, 43° 00′ O | Océan Atlantique        | |
| 60° 00′ S, 43° 00′ O | Océan Austral           | |
| 78° 07′ S, 43° 00′ O | Antarctique             | Liste des territoires à la fois par l' Argentine (Antarctique argentin) et le Royaume-Uni (Territoire antarctique britannique) |